# Philippe d'Anhalt-Köthen
Philippe d'Anhalt-Köthen (né le 31 mai 1468 et mort le 13 novembre 1500), fut un prince allemand de la maison d'Ascanie corégent nominal  d'Anhalt-Köthen de 1475 à 1500.

## Biographie
Philippe est le fils unique d'Albert VI d'Anhalt-Köthen, et de son épouse Elisabeth, fille de Günther II, Comte de Mansfeld.
En 1475, à la mort de son père Philippe âgé de 6 ans hérite de la principauté d'Anhalt-Köthen comme « Mitherr » (corégent) avec ses cousins germains Magnus, Adolphe II et Valdemar VI selon les termes de l'accord de succession contracté en 1471 entre Adolphe Ier et Georges Ier d'Anhalt-Dessau. Philippe meurt célibataire et sans enfant et la lignée d'Anhalt-Köthen se trouve éteinte. Huit ans après sa mort en 1508, ses cousins et successeurs Magnus et Adolphe II renoncent à leurs droits en faveur de Valdemar VI, qui meurt la même année. Le fils unique et successeur de Valdemar VI, Wolfgang d'Anhalt-Köthen, sera le dernier souverain de la principauté d'Anhalt-Köthen.